# Eliteserien 2022
La Eliteserien 2022 è stata la settantasettesima edizione della Eliteserien, massima serie del campionato norvegese di calcio, iniziata il 2 aprile 2022, terminata il 13 novembre seguente. Il Bodø/Glimt è la squadra campione in carica. Il Molde si è laureato campione per la quinta volta nella sua storia.

## Stagione

### Novità
Dalla Eliteserien 2021 sono state retrocesse Stabæk e Mjøndalen, ultime due squadre classificate, insieme alla perdente dello spareggio, il Brann; mentre dalla 1. divisjon 2021 sono state promosse HamKam e Aalesund, prime due classificate, insieme allo Jerv, squadra vincitrice dello spareggio.

### Formula
Le 16 squadre partecipanti si affrontano in un girone all'italiana con partite di andata e ritorno per un totale di 30 giornate. La squadra prima classificata viene dichiarata campione di Norvegia ed accede alla UEFA Champions League 2023-2024 partendo dal secondo turno di qualificazione. La seconda e la terza classificata in campionato, assieme alla vincitrice della Coppa di Norvegia 2022, sono ammesse alla UEFA Europa Conference League 2023-2024 partendo dal secondo turno di qualificazione. La terzultima classificata affronta la vincente dei play-off di 1. divisjon nello spareggio promozione-retrocessione. Le ultime due classificate retrocedono direttamente in 1. divisjon.

## Squadre partecipanti
| Club            | Città        | Stadio               | Stagione precedente      |
| --------------- | ------------ | -------------------- | ------------------------ |
| Aalesund        | Ålesund      | Color Line Stadion   | 2º posto in 1. divisjon  |
| Bodø/Glimt      | Bodø         | Aspmyra Stadion      | Campione di Norvegia     |
| HamKam          | Hamar        | Briskeby Arena       | 1º posto in 1. divisjon  |
| Haugesund       | Haugesund    | Haugesund Stadion    | 11º posto in Eliteserien |
| Jerv            | Grimstad     | Levermyr Stadion     | 3º posto in 1. divisjon  |
| Kristiansund BK | Kristiansund | Kristiansund Stadion | 6º posto in Eliteserien  |
| Lillestrøm      | Lillestrøm   | Åråsen Stadion       | 4º posto in Eliteserien  |
| Molde           | Molde        | Aker Stadion         | 2º posto in Eliteserien  |
| Odd             | Skien        | Skagerak Arena       | 13º posto in Eliteserien |
| Rosenborg       | Trondheim    | Lerkendal Stadion    | 5º posto in Eliteserien  |
| Sandefjord      | Sandefjord   | Komplett Arena       | 10º posto in Eliteserien |
| Sarpsborg 08    | Sarpsborg    | Sarpsborg Stadion    | 8º posto in Eliteserien  |
| Strømsgodset    | Drammen      | Marienlyst Stadion   | 9º posto in Eliteserien  |
| Tromsø          | Tromsø       | Alfheim Stadion      | 12º posto in Eliteserien |
| Vålerenga       | Oslo         | Intility Arena       | 7º posto in Eliteserien  |
| Viking          | Stavanger    | SR-Bank Arena        | 3º posto in Eliteserien  |

### Allenatori e primatisti
| Squadra         | Allenatore                                 | Calciatore più presente (tra parentesi il numero delle presenze) | Cannoniere (tra parentesi il numero dei gol segnati) |
| --------------- | ------------------------------------------ | ---------------------------------------------------------------- | ---------------------------------------------------- |
| Aalesund        | Lars Arne Nilsen                           |                                                                  |                                                      |
| Bodø/Glimt      | Kjetil Knutsen                             |                                                                  |                                                      |
| HamKam          | Jakob Michelsen                            |                                                                  |                                                      |
| Haugesund       | Jostein Grindhaug                          |                                                                  |                                                      |
| Jerv            | Arne Sandstø                               |                                                                  |                                                      |
| Kristiansund BK | Christian Magnus Michelsen                 |                                                                  |                                                      |
| Lillestrøm      | Geir Bakke                                 |                                                                  |                                                      |
| Molde           | Erling Moe                                 |                                                                  |                                                      |
| Odd             | Pål Arne Johansen                          |                                                                  |                                                      |
| Rosenborg       | Kjetil Rekdal                              |                                                                  |                                                      |
| Sandefjord      | Hans Erik Ødegaard e Andreas Tegström      |                                                                  |                                                      |
| Sarpsborg 08    | Stefan Billborn                            |                                                                  |                                                      |
| Strømsgodset    | Bjørn Petter Ingebretsen e Håkon Wibe-Lund |                                                                  |                                                      |
| Tromsø          | Gaute Helstrup                             |                                                                  |                                                      |
| Vålerenga       | Dag-Eilev Fagermo                          |                                                                  |                                                      |
| Viking          | Bjarte Lunde Aarsheim e Morten Jensen      |                                                                  |                                                      |

## Classifica
Aggiornata al 13 novembre 2022
|  | Pos. | Squadra         | Pt | G  | V  | N  | P  | GF | GS | DR  |
|  | ---- | --------------- | -- | -- | -- | -- | -- | -- | -- | --- |
|  | 1.   | Molde           | 78 | 30 | 25 | 3  | 2  | 71 | 25 | +46 |
|  | 2.   | Bodø/Glimt      | 60 | 30 | 18 | 6  | 6  | 86 | 41 | +45 |
|  | 3.   | Rosenborg       | 56 | 30 | 16 | 8  | 6  | 69 | 44 | +25 |
|  | 4.   | Lillestrøm      | 53 | 30 | 16 | 5  | 9  | 49 | 34 | +15 |
|  | 5.   | Odd             | 45 | 30 | 13 | 6  | 11 | 43 | 45 | -2  |
|  | 6.   | Vålerenga       | 44 | 30 | 13 | 5  | 12 | 52 | 49 | +3  |
|  | 7.   | Tromsø          | 43 | 30 | 10 | 13 | 7  | 46 | 49 | -3  |
|  | 8.   | Sarpsborg 08    | 41 | 30 | 12 | 5  | 13 | 57 | 54 | +3  |
|  | 9.   | Aalesund        | 39 | 30 | 10 | 9  | 11 | 32 | 45 | -13 |
|  | 10.  | Haugesund       | 38 | 30 | 10 | 8  | 12 | 42 | 46 | -4  |
|  | 11.  | Viking          | 35 | 30 | 9  | 8  | 13 | 48 | 54 | -6  |
|  | 12.  | Strømsgodset    | 33 | 30 | 9  | 6  | 15 | 44 | 55 | -11 |
|  | 13.  | HamKam          | 31 | 30 | 6  | 13 | 11 | 33 | 43 | -10 |
|  | 14.  | Sandefjord      | 24 | 30 | 6  | 6  | 18 | 42 | 68 | -26 |
|  | 15.  | Kristiansund BK | 23 | 30 | 5  | 8  | 17 | 37 | 60 | -23 |
|  | 16.  | Jerv            | 20 | 30 | 5  | 5  | 20 | 30 | 69 | -39 |

Legenda:
      Campione di Norvegia e ammessa al Secondo turno di qualificazione della UEFA Champions League 2023-2024
      Ammesse al Secondo turno di qualificazione della UEFA Europa Conference League 2023-2024
 Ammesso allo spareggio promozione-retrocessione
      Retrocesse in 1. divisjon 2023
Note:
Tre punti a vittoria, uno a pareggio, zero a sconfitta.
La classifica viene stilata secondo i seguenti criteri:
- Punti conquistati
- Differenza reti generale
- Reti totali realizzate
- Punti conquistati negli scontri diretti
- Differenza reti negli scontri diretti
- Reti realizzate in trasferta negli scontri diretti (solo tra due squadre)
- Reti realizzate negli scontri diretti
- Spareggio (solo per decidere la squadra campione, l'ammissione agli spareggi e le retrocessioni)

## Risultati
Aggiornati al 24 luglio 2022
|                 | AAL  | BOD  | HAM  | HAU  | KRI  | JER  | LIL  | MOL  | ODD  | ROS  | SAN  | SAR  | STM  | TRO  | VÅL  | VIK  |
| --------------- | ---- | ---- | ---- | ---- | ---- | ---- | ---- | ---- | ---- | ---- | ---- | ---- | ---- | ---- | ---- | ---- |
| Aalesund        | –––– | -    | -    | -    | 1-0  | 2-1  | -    | 0-2  | -    | 0-0  | -    | -    | 1-0  | 2-2  | 2-2  | -    |
| Bodø/Glimt      | 2-0  | –––– | -    | -    | -    | 5-0  | 1-1  | -    | -    | 2-2  | -    | 4-1  | 2-2  | 1-1  | 5-1  | -    |
| HamKam          | 0-0  | 0-2  | –––– | -    | -    | -    | 2-2  | 0-0  | 1-2  | 1-1  | 3-0  | 3-2  | -    | -    | -    | -    |
| Haugesund       | 2-2  | 1-4  | 1-1  | –––– | 2-0  | -    | -    | -    | -    | -    | 1-3  | 3-1  | 0-1  | -    | -    | 4-2  |
| Kristiansund BK | -    | 0-2  | 2-2  | -    | –––– | -    | 1-3  | -    | 2-2  | -    | -    | 2-3  | 0-3  | -    | -    | -    |
| Jerv            | -    | -    | 1-2  | 1-0  | 1-0  | –––– | -    | -    | 0-1  | -    | 1-2  | 0-5  | 1-0  | 1-1  | -    | -    |
| Lillestrøm      | 2-0  | -    | -    | 1-0  | -    | 4-0  | –––– | -    | -    | 3-1  | -    | 1-0  | -    | -    | 2-0  | 0-1  |
| Molde           | -    | 3-1  | -    | 1-0  | 2-1  | 1-1  | 1-2  | –––– | 3-0  | -    | -    | -    | -    | 5-1  | 1-0  | 3-4  |
| Odd             | 2-3  | 3-2  | -    | 0-4  | -    | -    | 1-2  | 1-2  | –––– | -    | 0-1  | -    | -    | 2-0  | -    | 2-1  |
| Rosenborg       | -    | -    | -    | 3-3  | 3-1  | 3-2  | -    | 0-0  | 1-0  | –––– | 3-0  | -    | -    | 3-0  | -    | -    |
| Sandefjord      | 2-2  | 1-2  | -    | -    | -    | -    | 1-4  | 2-3  | -    | -    | –––– | -    | -    | 2-2  | 1-3  | -    |
| Sarpsborg 08    | 1-2  | -    | -    | -    | -    | -    | -    | 1-2  | 1-0  | 1-1  | 4-3  | –––– | 5-1  | -    | 0-1  | 0-1  |
| Strømsgodset    | -    | -    | 1-1  | -    | -    | -    | 3-0  | 1-3  | 0-0  | 3-0  | 0-5  | -    | –––– | -    | 3-2  | 3-2  |
| Tromsø          | -    | -    | 2-1  | 1-1  | -    | -    | 2-2  | -    | -    | -    | -    | 2-5  | -    | –––– | 1-0  | 1-1  |
| Vålerenga       | -    | -    | 1-1  | 2-1  | 3-0  | 1-0  | -    | -    | 0-1  | 0-4  | -    | -    | -    | -    | –––– | 4-2  |
| Viking          | 1-0  | 2-0  | 1-1  | 5-1  | 2-1  | 3-0  | -    | -    | -    | 1-1  | 1-2  | -    | 0-0  | -    | -    | –––– |

## Spareggio promozione/retrocessione
Allo spareggio sono ammesse la quattordicesima classificata in Eliteserien e la vincitrice dei play-off promozione di 1. divisjon.
|             | Risultati |             | Luogo e data                  |
| ----------- | --------- | ----------- | ----------------------------- |
| Sandefjord  | 4-0       | Kongsvinger | Sandefjord, 16 novembre 2022  |
| Kongsvinger | 2-1       | Sandefjord  | Kongsvinger, 19 novembre 2022 |
|             |           |             |                               |

## Statistiche

### Squadre

#### Capoliste solitarie
|    | —— | —— | ——         | ——         | ——         | ——         | ——         | ——         | ——         | ——         | ——         | ——         | ——  | ——  | ——  | ——  | ——  | ——  | ——  | ——  | ——  | ——  | ——  | ——  | ——  | ——  | ——  | ——  | ——  | —— |  |
|    |    |    | Lillestrøm | Lillestrøm | Lillestrøm | Lillestrøm | Lillestrøm | Lillestrøm | Lillestrøm | Lillestrøm | Lillestrøm | Lillestrøm |     | Mol |     |     |     |     |     |     |     |     |     |     |     |     |     |     |     |    |  |
|    |    |    |            |            |            |            |            |            |            |            |            |            |     |     |     |     |     |     |     |     |     |     |     |     |     |     |     |     |     |    |  |
|    |    |    |            |            |            |            |            |            |            |            |            |            |     |     |     |     |     |     |     |     |     |     |     |     |     |     |     |     |     |    |  |
| 1ª | 2ª | 3ª | 4ª         | 5ª         | 6ª         | 7ª         | 8ª         | 9ª         | 10ª        | 11ª        | 12ª        | 13ª        | 14ª | 15ª | 16ª | 17ª | 18ª | 19ª | 20ª | 21ª | 22ª | 23ª | 24ª | 25ª | 26ª | 27ª | 28ª | 29ª | 30ª |    |  |

### Individuale

#### Classifica marcatori
| Gol |  |  | Giocatore           | Squadra      |
| --- |  |  | ------------------- | ------------ |
| 25  |  |  | Amahl Pellegrino    | Bodø/Glimt   |
| 16  |  |  | Hugo Vetlesen       | Bodø/Glimt   |
| 15  |  |  | Tobias Heintz       | Sarpsborg 08 |
| 15  |  |  | Casper Tengstedt    | Rosenborg    |
| 15  |  |  | Datro Fofana        | Molde        |
| 14  |  |  | Ole Christian Sæter | Rosenborg    |
| 13  |  |  | Eric Kitolano       | Molde        |
| 13  |  |  | Mohamed Ofkir       | Vålerenga    |
| 12  |  |  | Runar Espejord      | Bodø/Glimt   |
| 11  |  |  | Johan Hove          | Strømsgodset |
| 11  |  |  | Ola Brynhildsen     | Molde        |
| 10  |  |  | Milan Jevtović      | Odd          |